# Verekia bruchocida
Verekia bruchocida är en stekelart som beskrevs av Jean Risbec 1954. Verekia bruchocida ingår i släktet Verekia och familjen växtlussteklar.
Artens utbredningsområde är Senegal. Inga underarter finns listade i Catalogue of Life.